# Вайс, Дитер
Дитер Иоахим Вайс (нем. Dieter Joachim Weiß; род. 23 июля 1959, Нюрнберг, ФРГ) — немецкий историк, специалист по истории Баварии, заведующий одной из кафедр Института баварской истории Мюнхенского университета.

## Биография
Родился 23 июля 1959 года в Нюрнберге. Изучал историю, германистику и филологию Средних веков в Университете Эрлангена — Нюрнберга, Венском университете и Мюнхенском университете. В 1985 году окончил Университет Эрлангена, где в 1990 году защитил свою докторской диссертацию на тему «История франконской баллеи Тевтонского ордена в Средние века». В то же время работал в Институте истории им. Макса Планка. В 1995 году прошёл хабилитацию, защитив диссертацию на тему «Бамбергское епископство в Новое время: устройство и последовательность епископов в 1522—1693 годах». В 1990—2000 годах был научным ассистентом и обер-ассистентом на Кафедре баварской и франконской истории Университета Эрлангена-Нюрнберга.
В 1998—2000 годах являлся исполняющим обязанности профессора новой и новейшей истории с уклоном в региональную историю в Вюрцбургском университете. После этого в 2001 году получил приглашение занять должность профессора Баварской и Франконской истории в Байройтском университете. В 2011 году становится заведующим кафедрой Баварской истории и сравнительной региональной истории с уклоном в Средние века, а также членом Института баварской истории Мюнхенского университета Людвига-Максимиллиана.
Дитер Вайс — член многочисленных научных сообществ, в числе которых Комиссия баварской истории при Баварской академии наук (с 2006 года), Общество изучения франконской истории (член с 1990 года, с 2006 года — исполняющий обязанности его научного руководителя).
В 2011 году награждён Кавалерским крестом Ордена «За заслуги перед ФРГ».

## Труды
- Weiß, Dieter J. Die Geschichte der Deutschordensballei Franken im Mittelalter. — Neustadt a.d. Aisch: Degener, 1991. — XIV, 582 p. — (Veröffentlichungen der Gesellschaft für Fränkische Geschichte. Reihe IX: Darstellungen aus der fränkischen Geschichte. Band 39). — ISBN 978-3-86652-939-7.
- Weiß, Dieter J. Bayern und Preußen. — Remscheid: Preußeninstitut, 2000. — 59 p. — (Institut zur Förderung der Preußischen Staatsauffassung sowie des Deutschen Geschichts- und Kulturbewusstseins: Schriftenreihe des Preußeninstituts; Heft 9). — ISBN 978-3933421029.
- Gott mit dir du Land der Bayern: An der Schwelle zum dritten Jahrtausend, der Freistaat zwischen Tradition und Fortschritt / hrsg. von Adolf Dinglreiter, Dieter J. Weiss, Dieter Blumenwitz. — Regensburg: Mittelbayerische Dr.- und Verl.-Gesellschaft, 1996. — 128 p. — ISBN 978-3927529496.
- Barock in Franken / hrsg. von Dieter J. Weiss. — Dettelbach: J.H.Röll Verlag, 2004. — XVI, 302 p. — (Bayreuther Historisches Kolloquium: Bayreuther Historische Kolloquien; Bd. 17). — ISBN 978-3897541023.
- Weiß, Dieter J. Katholische Reform und Gegenreformation : [ein Überblick]. — Darmstadt: Wissenschaftliche Buchgesellschaft, 2005. — 216 p. — ISBN 978-3534151219.
- Weiß, Dieter J. Kronprinz Rupprecht von Bayern: (1869-1955); eine politische Biografie. — Regensburg: Pustet, 2007. — 462 p. — ISBN 978-3791720470.